# Crescentianus von Città di Castello

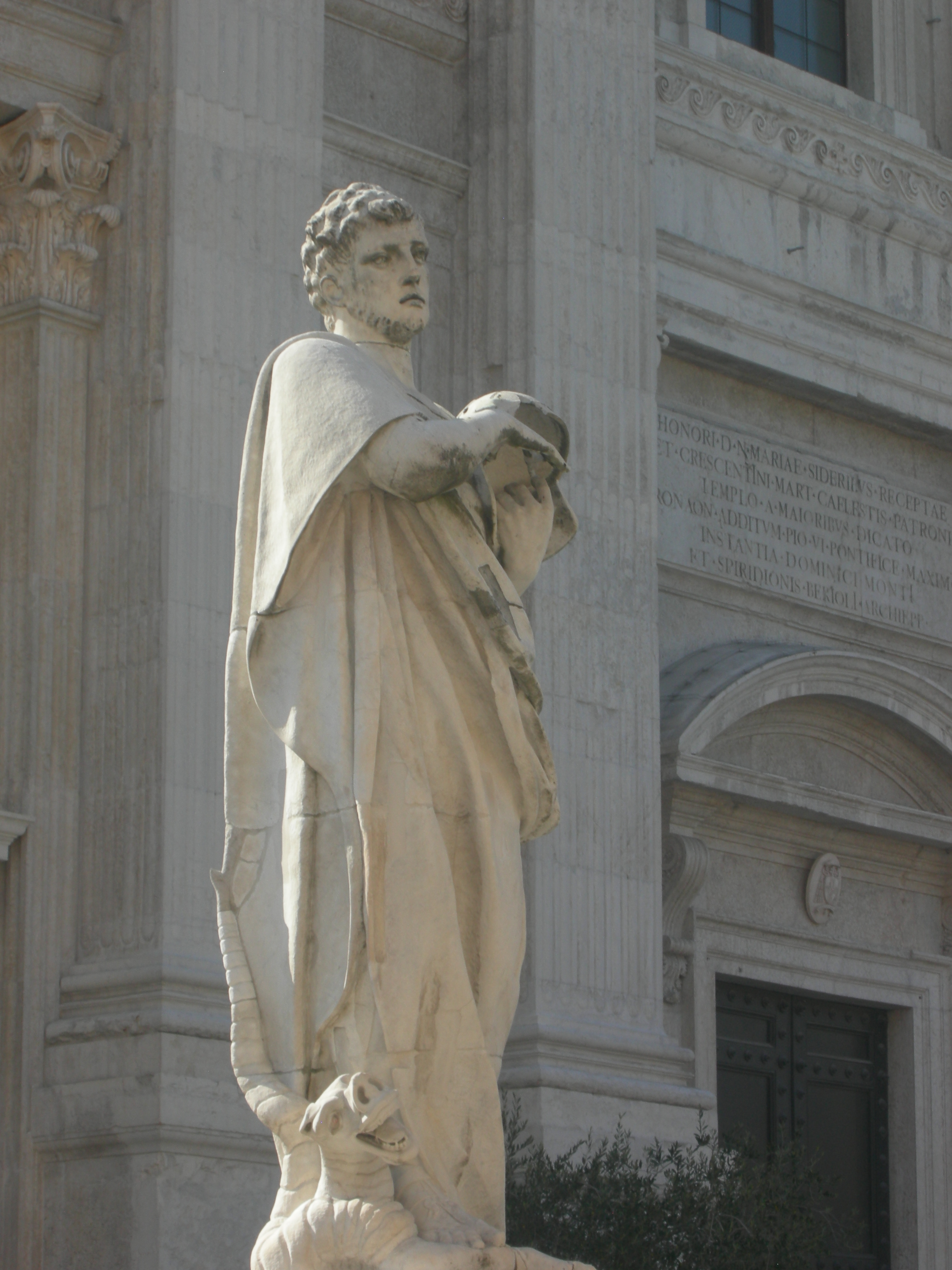
Statue von Crescentianus von Città di Castello vor der Kathedrale von Urbino

Crescentianus von Città di Castello, auch Crescentinus († 287 oder 303), war ein römischer Soldat und christlicher Märtyrer. Er ist Patron von Urbino und Città di Castello. Sein Gedenktag ist der 1. Juni.

## Darstellungen
Er wird meist als Soldat mit einem Drachen kämpfend dargestellt. Christus segnet ihn.
1068 wurden seine Reliquien Bischof Mainar von Urbino übergeben.